# Cheyne-Stokes respiration
Cheyne-Stokes respiration er et unormalt åndedrætsmønster karakteriseret ved perioder med hurtig vejrtrækning (i medicinske sammenhænge kaldet tachypnø) afbrudt af perioder uden vejrtrækning (apnø). Det kan være symptom på en række forskellige sygdomme. Tilstanden er opkaldt efter lægerne John Cheyne og William Stokes, der beskrev tilstanden i 1800-tallet.
Cheyne-Stokes opstår som følge af skade på respirationscentret i hjernen. Ses nogle gange hos nyfødte med ufuldstændig udvikling i dette center.

## Tilhørende sygdomme
Cheyne-Stokes ses hos patienter med hjertefejl, slagtilfælde, traumatisk hjerneskade og hjernetumor. I nogle tilfælde kan det indtræde under søvn hos ellers raske mennesker, der opholder sig i store højder, som en del af akklimatiseringsprocessen. Det kan optræde ved alle former for toksisk metabolisk encefalopati.
Personale på hospice har dokumenteret Cheyne-Stokes respiration, når patienten nærmer sig døden. De fortæller ligeledes, at patienter, som efterfølgende har været i stand til at berette om oplevelsen, ikke melder om ubehag i forbindelse med vejrtrækningen, selv om det undertiden tolkes som ubehageligt af tilstedeværende familiemedlemmer.

## Relaterede mønstre
Cheyne-Stokes er ikke det samme som Biots respiration, hvor grupper af åndedræt har tendens til at være ens i længde og dybde.
Det adskiller sig også fra Kussmauls respiration, der er vedvarende, dyb vejtrækning med normal eller øget frekvens.